# Багс (Вајоминг)
Багс (енгл. Baggs) град је у америчкој савезној држави Вајоминг.

## Демографија
По попису из 2010. године број становника је 440, што је 92 (26,4%) становника више него 2000. године.
| Група             | 2000.       | 2010.       |
| Белци             | 322 (92,5%) | 387 (88,0%) |
| Афроамериканци    | 0 (0,0%)    | 0 (0,0%)    |
| Азијати           | 1 (0,3%)    | 1 (0,2%)    |
| Хиспаноамериканци | 18 (5,2%)   | 50 (11,4%)  |
| Укупно            | 348         | 440         |